# Ненад Самарџија
Ненад Самарџија (Соколовићи, Соколац, 1. јануар 1958) је српски политичар и члан Српске демократске странке.

## Биографија
Ненад Самарџија рођен је 1. јануара 1958. године од оца Јована и мајке Милке. Рођен је у мјесту Соколовићи, код Сокоца, гдје и данас живи. У родном мјесту је завршио основну школу, а средњу машинску школу у Рогатици. 1981. године завршава Економски факултет у Сарајеву. Након што је завршио студије, запослио се у Радној организацији „Glasinac“ у систему SOUR-UPI. У предузећу „UNIS tvornica ležajeva“ је био на позицији финансијског директора. Био је предсједник Извршно одбора у Скупштини општине Соколац од 1991. године до 1993. године, а одатле прелази на мјесто помоћника министра у Министарству трговине и снадбијевања у Влади Републике Српске. После тога је радио у предузећима „Romanija-Sokolac“ AD и JP „Šume Republike Srpske“. Такође је биран у Скупштину општине Соколац, а био је и одборник у Скупштини града Источно Сарајево. За градоначелника града Источно Сарајево је изабран у марту 2013. године. 2016. године је на локалним изборима освојио мандат одборника у Скупштини Соколац.
Тренутно је запослен као главни ревизор у предузећу "Šume Republike Srpske". 

## Страначка припадност
| Странка | Мјесто | Година     |
| ------- | ------ | ---------- |
| СДС     | Члан   | 1991—данас |

## Приватни живот
Ненад Самарџија је ожењен и са супругом Војком има два сина, Мирка и Николу.